# Museo Imhotep
Il Museo Imhotep è un museo archeologico situato nei pressi della necropoli di Saqqara, vicino all'antica Menfi.

## Storia e descrizione

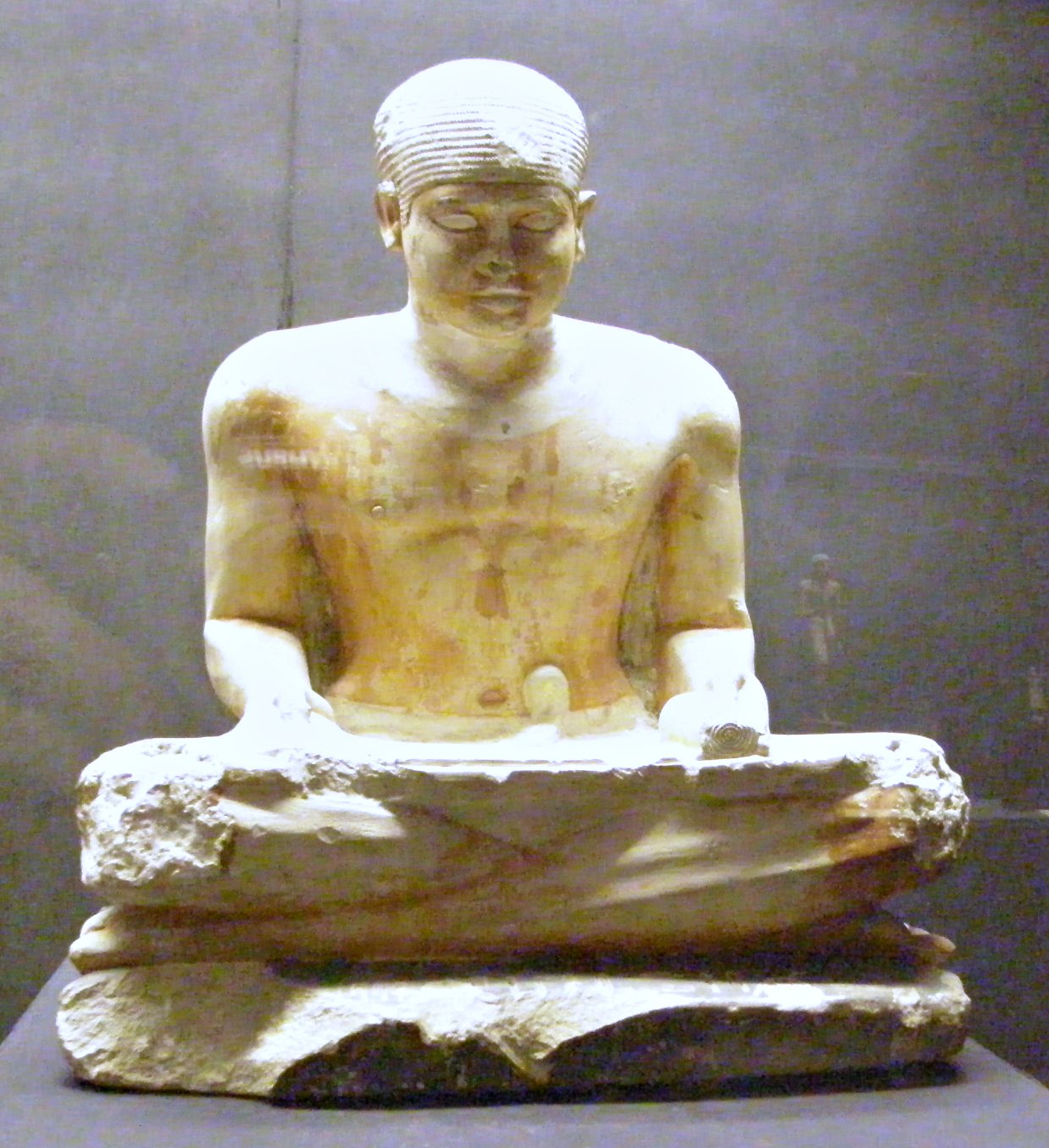
Statua di uno scriba risalente alla V dinastia

Il museo, intitolato all'antico architetto egizio Imhotep, il costruttore della piramide di Djoser, fu pensato già nel 1990 dal Supremo Consiglio delle Antichità, ma i lavori di costruzione iniziarono nel 1997 dopo aver trovato il luogo di costruzione su un altopiano che non avrebbe intaccato la veduta del paesaggio circostante: i lavori terminarono nel 2003. È stato inaugurato il 26 aprile 2006 da Suzanne Mubarak e Bernadette Chirac.
Il museo si compone di cinque sale: nella sala d'ingresso è presente un frammento della statua di Djoser, su cui è possibile leggere il nome del re e dell'architetto Imhotep; la statua è in prestito dal Museo egizio del Cairo ed è esposta solo nei mesi di apertura del museo. Nella seconda sala sono esposti reperti ritrovati sull'altopiano di Saqqara. La terza sala è dedicata all'arte egizia e conserva vasi, statue e steli in legno e pietra, nonché strumenti per costruire i monumenti. Nella quarta sala si custodiscono elementi architettonici come colonne e piastrelle di maiolica verde e blu che decoravano le camere sotto il complesso della piramide di Djoser, oltre a una piccola statua di Imhotep. La quinta sala mostra oggetti usati nelle sepolture della VI dinastia e strumenti chirurgici. Infine una galleria espone oggetti appartenuti all'egittologo Jean-Philippe Lauer, come effetti personali e fotografie mentre eseguiva le esplorazioni sull'altopiano: Lauer iniziò a lavorare nel complesso di Djoser negli anni '20 e continuò per tutto il resto della carriera, circa settantacinque anni. Tra gli altri reperti esposti: una mummia tolemaica scoperta da Zahi Hawass durante lo scavo del complesso della piramide di Teti e una grande statua che è stata trovata nei pressi della strada del complesso di Unis: raffigura il sommo sacerdote Amenemopet e sua moglie.